# Libby Holman
Pour les articles homonymes, voir Holman.
Libby Holman est une actrice et chanteuse américaine, née le 23 mai 1904 à Cincinnati (Ohio), morte le 18 juin 1971  à Stamford (Connecticut).

## Revues etmusicals
- The Sapphire Ring - Selwyn Theatre (1925)
- The Garrick Gaieties - Garrick Theatre (1925)
- Greenwich Village Follies - Shubert Theatre (1926)
- Merry-Go-Round - Klaw Theatre (1927)
- Rainbow - Gallo Theatre (1928)
- Ned Wayburn's Gambols - Knickerbocker Theatre (1929)
- The Little Show - Music Box Theatre (1929)
- Three's a Crowd -  Selwyn Theatre (1930)
- Revenge with Music- New Amsterdam Theatre (1934)
- You Never Know - Winter Garden Theatre (1938)
- Blues, Ballads, and Sin Songs (1954)